# Absorvedor de dióxido de carbono
Um absorvedor de dióxido de carbono é um equipamento que absorve dióxido de carbono. É usado para tratar  gases de exaustão de uma planta industrial ou em ar exalado em um sistema de suporte de vida tais como respiradores ou em uma nave espacial, submersível ou câmaras de descompressão.

## Bases Fortes
Várias bases fortes como a cal sodada, o hidróxido de sódio, o hidróxido de potássio, e o hidróxido de lítio são capazes de remover dióxido de carbono por reagir com este. Em particular, hidróxido de lítio é usado a bordo de espaçonaves para remover dióxido de carbono da atmosfera devido ao seu peso molecular, que o faz ter a maior absorção de CO2 em função do peso empregado em relação a todos os outros álcalis. Ele reage com dióxido de carbono dando bicarbonato de lítio e carbonato de lítio:
LiOH + CO2 → LiHCO3
2 LiHCO3 + CO2 → Li2(CO3) + H2O

## Monoetanolamina
Soluções de monoetanolamina absorvem dióxido de carbono quando frias, e o eliminam quando aquecidas.